# August Wilhelm Karl von Hardenberg
August Wilhelm Karl von Hardenberg, seit 1778 Graf von Hardenberg (* 26. Dezember 1752 in Hannover; † 30. Januar 1824 in Hannover) war ein hannoverscher Oberhauptmann und hoher Hofbeamte im Königreich Westphalen.

## Leben

### Herkunft
August Wilhelm Karl von Hardenberg entstammte dem niedersächsischen Adelsgeschlecht derer von Hardenberg und war der älteste Sohn von Hans Ernst von Hardenberg (1729–1797) und Anna Eleonore Katharina von Wangenheim (1731–1786).

### Werdegang
Nach einem Jura-Studium an der Universität Göttingen (1772–1775) wurde er 1775 Kanzlei-Auditor am Hofgericht in Hannover. 1779 wurde er Drost vom Amt Hoya und 1795 zum Oberhauptmann des Amtes Rotenkirchen ernannt. Nachdem er bereits 1797 Schlosshauptmann in Hannover geworden war, wurde er 1806 auch noch zum Vize-Oberstallmeister ernannt.
Nach den Eroberungen Napoleon Bonapartes im Jahr 1807 war er gezwungen in westfälischen Dienst zu wechseln, da alle seine Güter in diesem Gebiet lagen.
Er wurde Präfekt des Departements Fulda und Staatsrat, später noch Kron-Großjägermeister und Groß-Zeremonienmeister des Königreichs Westphalen.
Als das Königreich Westphalen 1813 aufgelöst wurde, zog sich Hardenberg in das Privatleben zurück.
1818 verlieh ihm Friedrich Wilhelm III. den Roten Adlerorden 1. Klasse und ernannte ihn zum wirklichen preußischen Geheimrat und 1821 noch zum preußischen Kammerherrn.

### Familie
Am 30. Juni 1780 vermählte er sich mit Marianne von Schlieben (* 1. Januar 1762).
Sie hatten zwei Söhne, die jung gestorben sind:
- Hans Karl Georg Ludwig (* 3. Mai 1786; † 28. Juni 1807 in Saalfeld)
- Alfred Friedrich August (* 1. Juli 1797 in Hannover; † 17. Mai 1808 in Hardenberg)

und drei Töchter:
- Caroline Adelheid Christiane (* 19. März 1784)
- Therese Maria Anna (* 8. November 1788)
- Emma Luise (* 29. Januar 1796), ⚭ 19. Februar 1822 mit Christian Heinrich August von Hardenberg-Reventlow (* 19. Februar 1775 in Hannover; † 16. September 1841 in Hamburg), dem Sohn von Karl August Fürst von Hardenberg.[1]

Die Erbfolge ging daher auf Hardenbergs jüngere Brüder über.

## Vereinigung „Hinterhaus“ und „Vorderhaus“ Hardenberg
Am 26. August 1800 kaufte August Wilhelm Karl von Hardenberg, Stammherr von „Hinterhaus“ Hardenberg, für 280.000 Taler das Gut „Vorderhaus“ Hardenberg von seinem Cousin 2. Grades, dem späteren preußischen Staatskanzler Karl August Fürst von Hardenberg. Ein Familientag in Leipzig im März 1801 billigte die Vereinigung beider Häuser mit der Auflage, dass sie zukünftig nicht wieder getrennt werden dürfen und dass sich Karl August von Hardenberg anderswo ein Familiengut von ähnlichem Wert kauft.